# Procesos de Dresde
Los procesos de Dresde son una serie de juicios con los que los nazis persiguieron en 1940, bajo el pretexto de delitos homosexuales, a alemanes de los Sudetes que se habían opuesto a la integración de los Sudetes el Reich alemán.
Después de la implementación de los acuerdos de Múnich mediante la anexión de los Sudetes en octubre de 1938, los nacionalsocialistas comenzaron no solo a perseguir a los judíos, sino también a la oposición política. Esto afectó a los socialdemócratas alemanes de los Sudetes, a los comunistas y también a los católicos. La «limpieza» política también afectó a los miembros del ala del Partido Alemán de los Sudetes (SdP) —disuelto en noviembre de 1938— de los que se habían negado a integrar los Sudetes en el Reich alemán nacionalsocialista. Se les conoce como el Spannkreis [círculo de tensión] y se organizaron principalmente en el sindicato Kameradschaftsbund, que fue disuelto.
A finales de 1939, siguiendo instrucciones de la Oficina Central de Seguridad del Reich, alrededor de 300 alemanes de los Sudetes, pertenecientes a la oposición, especialmente miembros del Kameradschaftsbund, fueron arrestados por el fiscal de Dresde en un proceso secreto. Con el pretexto general de violar el artículo 175 del código penal (actos homosexuales), consideró que los acusados debian ser sancionados, marginados políticamente o liquidados. Los posteriores juicios penales ante el Tribunal Regional de Dresde en 1940 condujeron en muchos casos a la custodia protectora (Schutzhaft) —a menudo tras ser absueltos— o a varios años de prisión, que para algunas de las víctimas terminó en campos de concentración, lo que acabó de forma fatal en la mayoría de los casos. Los afectados fueron entre otros Walter Becher (1912–2005), Walter Brand (1907–1980), Walter Heinrich (1902–1984) y Walter Rohn (1911–1997).